# Réserve historique et culturelle d'État de Hloukhiv
La réserve historique et culturelle d'État de Hloukhiv (en ukrainien : Національний державний історико-культурний заповідник «Глухів») est la principale institution de protection du patrimoine de la ville.
C'est une institution de recherche sur la protection, la restauration et la mise en valeur du patrimoine local. Elle réalise des fouilles, des animations et des publications. La réserve a une superficie de 75 hectares comprenant cinquante objets classés patrimoniaux, cinq d'intérêt national. Elle se situe au 30 de la rue Chevtchenko et a été créée en 1994.